# Deraeocoris lutescens
Deraeocoris lutescens är en insektsart som först beskrevs av Friedrich von Schilling 1837.  Deraeocoris lutescens ingår i släktet Deraeocoris, och familjen ängsskinnbaggar. Arten är reproducerande i Sverige.